# Табуи, Женевьева
Женевье́ва Леке́н (фр. Geneviève Lequesne, больше известная под псевдонимом Женевье́ва Табуи́ (фр. Geneviève Tabouis) (23 февраля 1892, Париж — 22 сентября 1985) — французский историк и журналистка, деятельница французского Сопротивления.

## Биография
Женевьева родилась в семье французского художника в 1892 году. До принятия в 1905 году «Закона о разделении церквей и государства» училась при монастыре, в дальнейшем изучала археологию и египтологию, написав позже несколько популярных книг об известных исторических персонах: Тутанхамоне (1928), Навуходоносоре (1931), Соломоне (1934).
С 1920-х годов она пишет для крупных провинциальных изданий: «Le Petit Marseillais» и «La Petite Gironde». С 1930-х ведёт также ежедневную колонку в журнале «L'Œuvre», а позже ещё и становится корреспондентом лондонского «Sunday Referee». В 1940 году, непосредственно перед оккупацией, она была вынуждена покинуть Париж, оставив мужа и детей. Живя в Лондоне, а затем в Нью-Йорке, публиковалась в британском «Sunday Dispatch» и нью-йоркском «Daily Mirror», а также с 1942 по 1945 год выпустила 34 номера франкоязычной газеты «Pour la victoire». После войны вернулась в Париж, писала для таких изданий как «Free France» (1945—1949), «Information» (1949—1956) и «Paris-Jour» (с 1959). С 1957 по 1981 годы вела программу на франкоязычном канале Радио Люксембург (с 1966 года — RTL).
Скончалась в 1985 году. Похоронена в Париже, на 27 участке кладбища Батиньоль.

## Труды
- Le Pharaon Tout Ank Amon, sa vie et son temps (предисловие Теодора Рейнаха), 1928
- Nabuchodonosor et le triomphe de Babylone (предисловие Габриэля Аното), 1931
- Salomon, roi d’Israël (предисловие Николаоса Политиса), 1934
- Albion perfide ou loyale. De la guerre de Cent ans à nos jours, 1938
- Chantage à la guerre, 1938
- Jules Cambon : par l’un des siens…, 1938
- Ils l’ont appelée Cassandre…, 1942
- Grandeurs et servitudes américaines, souvenirs des U.S.A. 1940—1945, 1945
- Vingt ans de suspense diplomatique, 1958.

### Издания на русском языке
- Женевьева Табуи. «Двадцать лет дипломатической борьбы», Издательство Иностранной Литературы, c. 464, 1960 г.
- Женевьева Табуи. «Двадцать лет дипломатической борьбы», Издательство Грифон, М., c. 320, 2005 г., ISBN 5-98862-010-8